# Aeclanum
Aeclanum o Aeculanum era una città romana situata presso l'attuale frazione Passo (comunemente detta Passo di Mirabella) del comune italiano di Mirabella Eclano, in provincia di Avellino. Gli scavi archeologici condotti nel corso del XX secolo hanno permesso di rinvenire, oltre a copiosi resti della città romana, anche tracce di una frequentazione sannitica del sito antecedente alla colonizzazione romana.

## Storia
Fondata alla fine del III sec a.C., l'antica Aeclanum fu uno degli insediamenti romani più importanti dell'Irpinia, posto tra le valli dei fiumi Calore ed Ufita, in località Passo di Mirabella. Situata su di un pianoro di forma triangolare, l'antica città era accessibile solo dalla via Appia, che attraversava l'abitato da ovest a est.
Saccheggiata da Silla nell'89 a.C., subito dopo divenne un municipium romano con diritto di voto. Nel 120 d.C., sotto l'imperatore Adriano, assunse lo stato di colonia: Aelia Augusta Aeclanum. Notevoli sono i resti della città romana: le terme pubbliche, situate su una piccola altura, la piazza del mercato coperto (macellum), alcune abitazioni e botteghe. Sono visibili anche i resti delle mura, alte circa 10 metri con almeno tre porte e torri di diversa grandezza. All'età tardo-antica risale la costruzione di una basilica paleocristiana con, al suo esterno, un fonte battesimale con pianta a croce greca e scalini per il rito ad immersione.

## Toponimo
Il nome dell'antica città è riportato in entrambe le forme Aeculanum ed Aeclanum. I suoi abitanti erano invece chiamati Aeculanenses, Aeclanenses o anche Aeculani.
L'etimologia è incerta, ma la prima sillaba ("Aec-") sembrerebbe ricollegarsi ad altri toponimi consimili di area osco-umbra (principalmente Aecae in Apulia, ma anche Aequum Tuticum nell'Irpinia settentrionale); possibile ma non del tutto sicura la correlazione con il latino aequum (=pianeggiante). È comunque verosimile che il nome originario fosse "Aeculum", mentre "Aec(u)lanum" doveva costituire piuttosto una forma aggettivale.

## Scavi archeologici
I primi lavori di scavi sono stati condotti a partire dalla prima metà del Novecento; in quegli anni, infatti, gli esperti portarono alla luce i resti delle terme, del macellum e anche delle prime, originarie, abitazioni in cui vivevano gli Irpini. Tra il 1970 e il 1980, poi, ulteriori lavori di scavi hanno portato alla luce importanti reperti. Tra i vari, l'esistenza di un'antica domus romana che gli abitanti della fortificazione, probabilmente, utilizzavano come magazzino. All'interno di questa, infatti, sono stati ritrovati vari e recipienti in terracotta che dovevano servire alla conservazione delle scorte alimentari. Sempre nei lavori degli anni '80, poi, sono stati scavati resti di una basilica paleocristiana. Le origini di questa basilica risalgono ai tempi di Giustiniano. Si tratta di una costruzione particolarmente imponente che si caratterizza per la presenza di tre navate, un fonte battesimale e i tradizionali scalini per i riti religiosi.

## Descrizione
Aeculanum non è mai citata durante le guerre sannitiche,ma in seguito divenne uno dei principali centri del Sannio irpino. L'archeologo Italo Sgobbo rinvenne, negli anni 30 del XX secolo, quattro monumenti epigrafici oschi: uno riportava il nome Mamers (nome osco del dio Marte), un altro rappresentava un'ara di tufo dedicata alla dea Mefite (esposta nel museo archeologico nazionale di Napoli) e facente parte di un luogo sacro collocato fuori dalle mura cittadine e sulla via Appia, un terzo indicante una non meglio identificata costruzione ordinata da Magio Falcio e un quarto pertinente al culto del dio Fauno.
La città di Aeclanum, in età romana, aveva la forma di un corimbo ed un'estensione di 18 ettari, era difesa da una cinta muraria lunga 1820 m e costruita in opus reticulatum a prismi di travertino e di arenarie compatte. Le mura si ergevano per oltre 10 m ed erano interrotte da almeno tre porte delimitate ai lati da torri quadrate (turres), di oltre 5 m per lato, mentre ogni 20 m erano presenti torri più piccole (hemiturres), di 2,5 m per lato, che non superavano in altezza, come le più grandi, le cortine murali (perciò definite turres aequae qum moiro, cioè "torri alte quanto il muro. Lo spessore delle fortificazioni è compreso, nei vari punti, fra 2,12 - 2,40 m. Attraverso la porta occidentale entrava in Aeclanum la via Appia proveniente da Benevento, e ne usciva attraverso la porta orientale.
Al tempo della guerra sociale (89 a.C.), Aeclanum era protetta soltanto da una cinta di legno, incendiata poi da Silla quando, resosi conto che gli eclanesi aspettavano aiuto dai Lucani, ordinò di accatastare intorno alle mura fascine di sarmenti, bruciate dopo che trascorse il tempo concesso dal dittatore per arrendersi. Aeclanum infatti fu saccheggiata e occupata perché non si era arresa spontaneamente ai Romani ma anche per convincere le altre città irpine ancora insorte a deporre le armi. Dopo la guerra sociale, circa nell'87 a.C., la città divenne municipio con diritto di voto e iscritta alla tribù Cornelia. Più tardi, all'epoca dell'imperatore Adriano (all'incirca nel 120 d.C.), assunse lo stato di colonia con la denominazione di "Aelia Augusta Aeclanum".
Altre strade, oltre l'Appia, interessavano il territorio di Aeclanum: la via Aemilia in Hirpinis che la collegava a Aequum Tuticum e la via Aurelia Aeclanensis che procedeva in direzione di Herdonia. Al periodo romano, per lo più imperiale, risalgono la costruzione e il rifacimento di opere pubbliche come le terme, il macellum, il gimnasium, il foro, il teatro e il "forum pecuarium" (mercato del bestiame da pascolo). Molte delle strutture sono state individuate tramite le iscrizioni lapidee superstiti, oppure ne sono state individuate le tracce o ne rimangono degli ampi avanzi che si prestano agli usi ipotizzati dagli archeologi. Il macellum (mercato coperto), posto probabilmente nelle vicinanze del foro, presenta attualmente una piazzetta centrale rotonda ed una vasca che forse era adornata da un zampillo; la tholus macelli è costituita da alcuni pilastri in opus vittatum e la pavimentazione arricchita dal marmo. Le terme sono il monumento di maggior rilievo degli scavi: la tecnica di costruzione è in opus mixtum e sono rintracciabili gli ambienti del tepidarium, del calidarium e del frigidarium. Nell'area delle terme fu rinvenuta una statua marmorea raffigurante Niobide, poi collocata in una sala del museo irpino di Avellino, ove sono esposti numerosi reperti provenienti da Aeclanum. In un'altra occasione fu raccolta un frammento di statua di Arpocrate, datata al II secolo d.C. e che rappresenta il dio fanciullo con il corno dell'abbondanza. Tra le abitazioni private ben visibile è una domus di tipo pompeiano, che in epoca tarda è stata convertita ad officina per la lavorazione del vetro. Di rilievo sono, inoltre, i resti di una basilica paleocristiana con fonte battesimale (baptisterium) a forma di croce greca, con tre scalini sui quattro lati e rivestita in origine da marmo (un altro battistero simile a quello di Aeclanum è di pertinenza della città di Venosa). La basilica era a tre navate e, forse, con un portico sul davanti (nartece). Ad un livello inferiore rispetto all'edificio religioso fu scoperto un ambiente con quattro otrii giganti (dolii), adoperati per la conservazione delle derrate alimentari.
Nel 369 d.C. un violento sisma colpì Aeclanum con conseguenze disastrose: in un'epigrafe Umbonio Mannachio, di rango senatorio, è definito "fabbricatore ex maxima parte etiam civitatis nostrae". Più tardi, nel 410 d.C., il passaggio di Alarico e dei Visigoti dalla Campania all'Apulia arrecò ingenti danni alla città. Fu coinvolta nelle guerre tra i Goti e i Bizantini nel VI secolo d.C., finché l'arrivo dei Longobardi (570 d.C.) ed il transito dell'imperatore Costante II di Bisanzio, diretto all'assedio della longobarda Benevento, soffocarono sotto un velo di distruzione le ultime tracce del passato romano. Al di fuori del circuito cittadino di Aeclanum, si notano i resti di un edificio pubblico (dall'ignota funzione) con mura in reticolato e laterizio nel sito della chiesa di Santa Maria di Pompei crollata dopo il sisma del 1980. È visibile inoltre parte di una necropoli orientale (III-IV secolo d.C.) con monumenti e recinti funerari, posta ai lati della via Appia e nelle vicinanze della odierna strada statale 90 delle Puglie.

## Edifici e monumenti

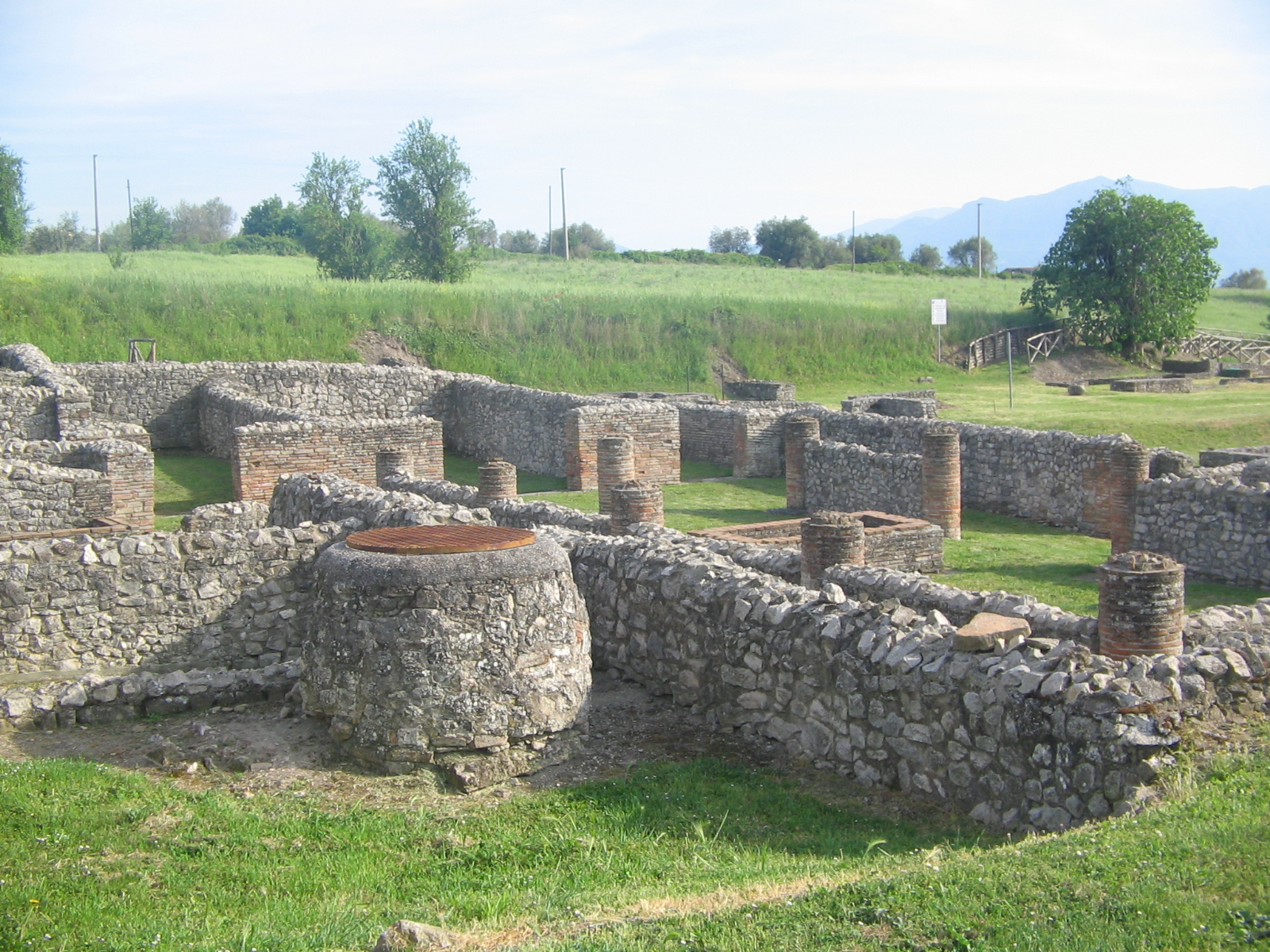
Domus

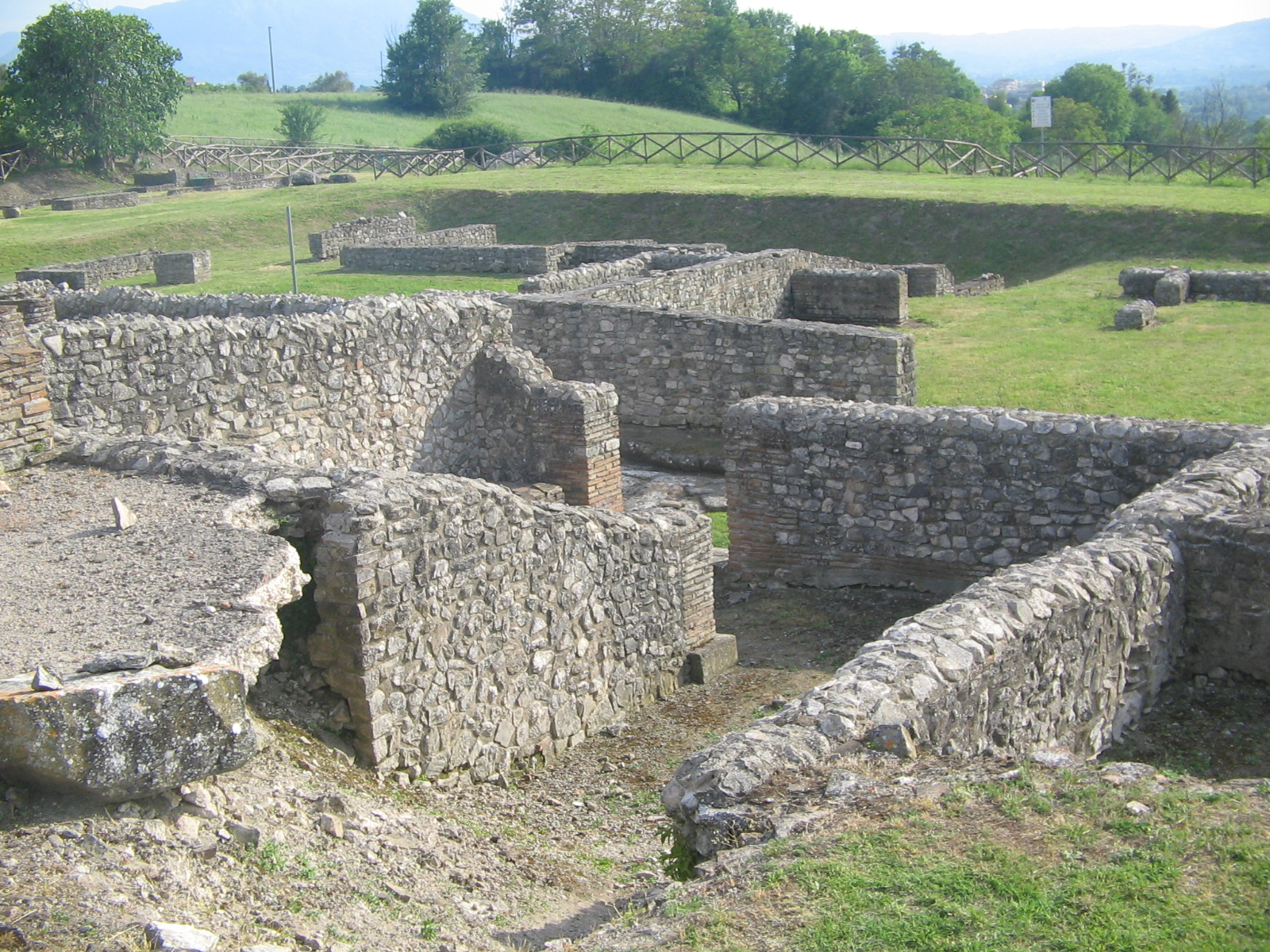
Domus

- terme dei nobili (con il "Calidarium", il "Tepidarium", ed il "Frigidarium" del II secolo d.C., ancora oggi visibili)
- piazza Mercato detta Macellum
- la casa del vetraio
- canali di scolo
- botteghe
- resti di abitazioni private
- una grande domus (datata al I secolo d.C.)
- la basilica paleocristiana
- strade romane
- località Passo: Necropoli (datata tra il II e il III secolo d.C. ma utilizzata fino al IV secolo)
- mura difensive e torri adiacenti
- statua di Niobide

Un busto di Marco Aurelio è stato trovato poco lontano dall'ingresso del parco.

## La basilica paleocristiana
All'età tardoantica risale la costruzione di una basilica paleocristiana, i cui resti ancora in vista datano al regno di Giustiniano. La basilica è articola in tre navate e presenta un pavimento a mosaico; al suo interno c'è una fonte battesimale con pianta a croce greca e scalini per il rito ad immersione.

## Ilmacellum
Il macellum, o mercato alimentare, è una struttura di cui è visibile solo la costruzione centrale a pianta circolare (tholos), ed è situato nella zona a nord. Probabilmente era circondato da uno spazio porticato e da tabernae. Appare di dimensioni molto modeste rispetto a quelli di altri “mercati” trovati in Campania, anche se non mancano elementi decorativi sui pavimenti.

## Il complesso termale

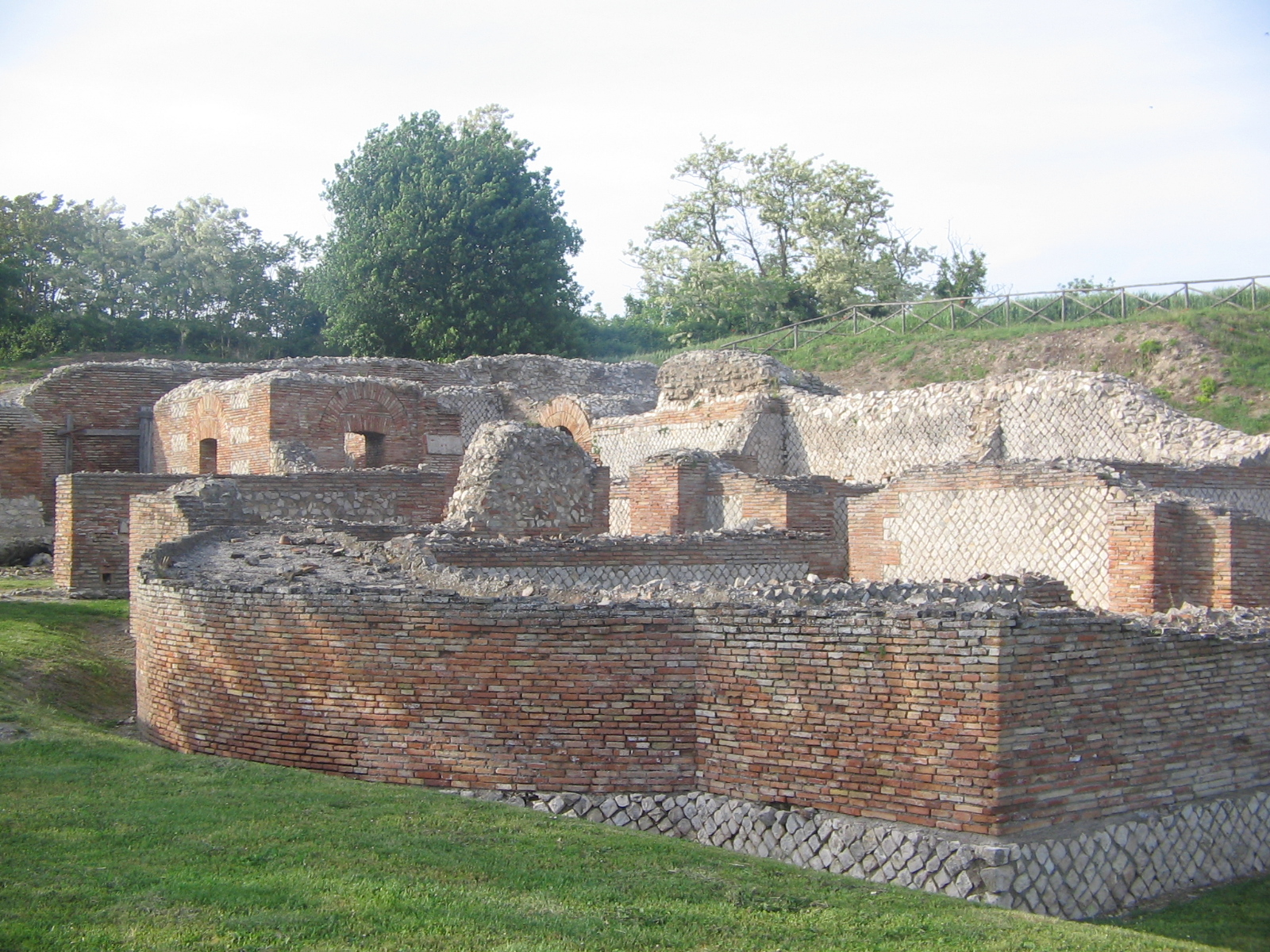
Il complesso termale

Il complesso sorge nel settore nord-ovest della città, su una breve altura. Probabilmente la sua creazione deve essere messa in relazione con la creazione della colonia di Aeclanum da parte dell'imperatore Adriano nel II secolo. Le strutture sono preservate per altezze notevoli, in qualche caso fino all'attaccatura delle volte. Trattasi di una struttura articolata su due livelli. Il primo, che ospita ambienti destinati esclusivamente ai bagni, il secondo dove venivano praticate altre attività come i massaggi, la musica ecc. Il complesso è scavato in massima parte e sono individuabili gli ambienti caldi che al momento dello scavo avevano il pavimento realizzato su delle suspensurae, e gli ambienti freddi. Probabilmente il lato nord doveva essere situato in uno spazio aperto, mentre il lato sud si affacciava su un belvedere, che dava sul fiume Calore. All'interno del complesso furono rinvenute numerose statue e dei decori, che attestano l'importanza del luogo.

## Domus romana
Ad un livello inferiore rispetto all'edificio religioso si conservano i resti di una domus di età imperiale romana, con un ambiente adibito a magazzino in cui restano quattro dolia interrati, poi adoperati per la conservazione delle derrate alimentari.

## Lingua osca
In base ad alcune iscrizioni in lingua osca (lingua parlata anche dagli Irpini) ritrovate ad Aeclanum si era ipotizzato che l'origine della città risalisse al IV-III secolo a.C. Tuttavia reperti in lingua osca si rinvengono anche nel vicino insediamento romano di Forum Aemilii (fondato in valle Ufita nel II secolo a.C.), il che attesta che tale lingua risultasse ancora in uso almeno fino al termine della guerra sociale.

## Aeclanum nei musei

### Museo Irpino di Avellino
- Nella sala II e III del museo - sono esposti i reperti provenienti dalla Necropoli di Madonna delle Grazie, presso Mirabella Eclano, che si sviluppa nello stesso periodo della civiltà de La Starza (Ariano Irpino).
- Nelle sale VI e VII del museo - è presentata la documentazione dell'antico centro di Aeclanum. La sala VI è dedicata al Sacerdote Raimondo Guarino, illustre studioso vissuto a Mirabella tra la fine del 1700 e la prima metà del 1800, che si occupò delle vicende storiche e archeologiche di Aeclanum.
- Tra le sculture in marmo nel museo vanno ricordate: la testa di Arpocrate, nome grecizzato del dio egiziano 'Oro, il fanciullo', rappresentato con forme paffute, chiome inanellate e lunghe ed il corno dell'abbondanza sulla fronte; la statua di un Niobide, copia romana dell'originale greco del III secolo a.C. (Entrambe le sculture provengono da Aeclanum).
- Inoltre nel museo sono conservati 85 denari, per lo più in buono stato di conservazione, che coprono un periodo che va dal 137-134 a.C. al 45 a.C. ed un grande capitello corinzio del primo periodo imperiale ritrovate nei pressi di Aeclanum.

## Visitatori
Gli scavi di Aeclanum sono gestiti come parco archeologico, riconosciuto e protetto dal Mibac.
Dal 2003 al 2016 il Parco archeologico di Aeclanum è stato visitato da 74.470 persone. Qui di seguito trovate un andamento complessivo del "Parco Archeologico di Aeclanum" degli ultimi tredici anni, sulla base dei dati dell'ufficio statistico dei beni culturali italiani:
| anno | visitatori totali | introiti lordi | prezzo medio entrata |
| ---- | ----------------- | -------------- | -------------------- |
| 2016 | 6.147             | € 0,00         | Gratuito             |
| 2015 | 7.884             | € 0,00         | Gratuito             |
| 2014 | 8.216             | € 0,00         | Gratuito             |
| 2013 | 5.781             | € 0,00         | Gratuito             |
| 2012 | 5.310             | € 0,00         | Gratuito             |
| 2011 | 6.002             | € 0,00         | Gratuito             |
| 2010 | 5.441             | € 0,00         | Gratuito             |
| 2009 | 3.654             | € 0,00         | Gratuito             |
| 2008 | 2.882             | € 0,00         | Gratuito             |
| 2007 | 3.856             | € 0,00         | Gratuito             |
| 2006 | 5.301             | € 0,00         | Gratuito             |
| 2005 | 5.667             | € 0,00         | Gratuito             |
| 2004 | 4.956             | € 0,00         | Gratuito             |
| 2003 | 3.373             | € 0,00         | Gratuito             |